# Хардислебен
Хардислебен (нем. Hardisleben) — община в Германии, в земле Тюрингия. 
Входит в состав района Зёммерда. Подчиняется управлению Буттштедт.  Население составляет 584 человека (на 31 декабря 2010 года). Занимает площадь 9,42 км².